# Holunder
Die Holunder (Sambucus) bilden eine Pflanzengattung in der Familie der Moschuskrautgewächse (Adoxaceae). Die Gattung enthält weltweit etwas mehr als zwanzig Arten, von denen drei in Mitteleuropa heimisch sind. Am bekanntesten von diesen drei Arten ist der Schwarze Holunder, der im heutigen Sprachgebrauch meist verkürzt als „Holunder“, in Norddeutschland oft auch als „Fliederbeerbusch“ und in der Pfalz, Altbayern und Österreich als „Holler“ oder in der Schweiz und im Schwäbisch-Alemannischen als „Holder“ bezeichnet wird (mit „der“ von indogermanisch deru- „Eiche, Baum“, mittelniederdeutsch „ter“ → engl. tree). Daneben gibt es den ebenfalls strauchförmigen Roten Holunder und den staudenförmigen Zwerg-Holunder. Die Arten wachsen im gemäßigten bis subtropischen Klima und in höheren Lagen von tropischen Gebirgen.
Die Früchte des Holunders sind botanisch betrachtet keine Beeren, sondern Steinobst.

## Beschreibung

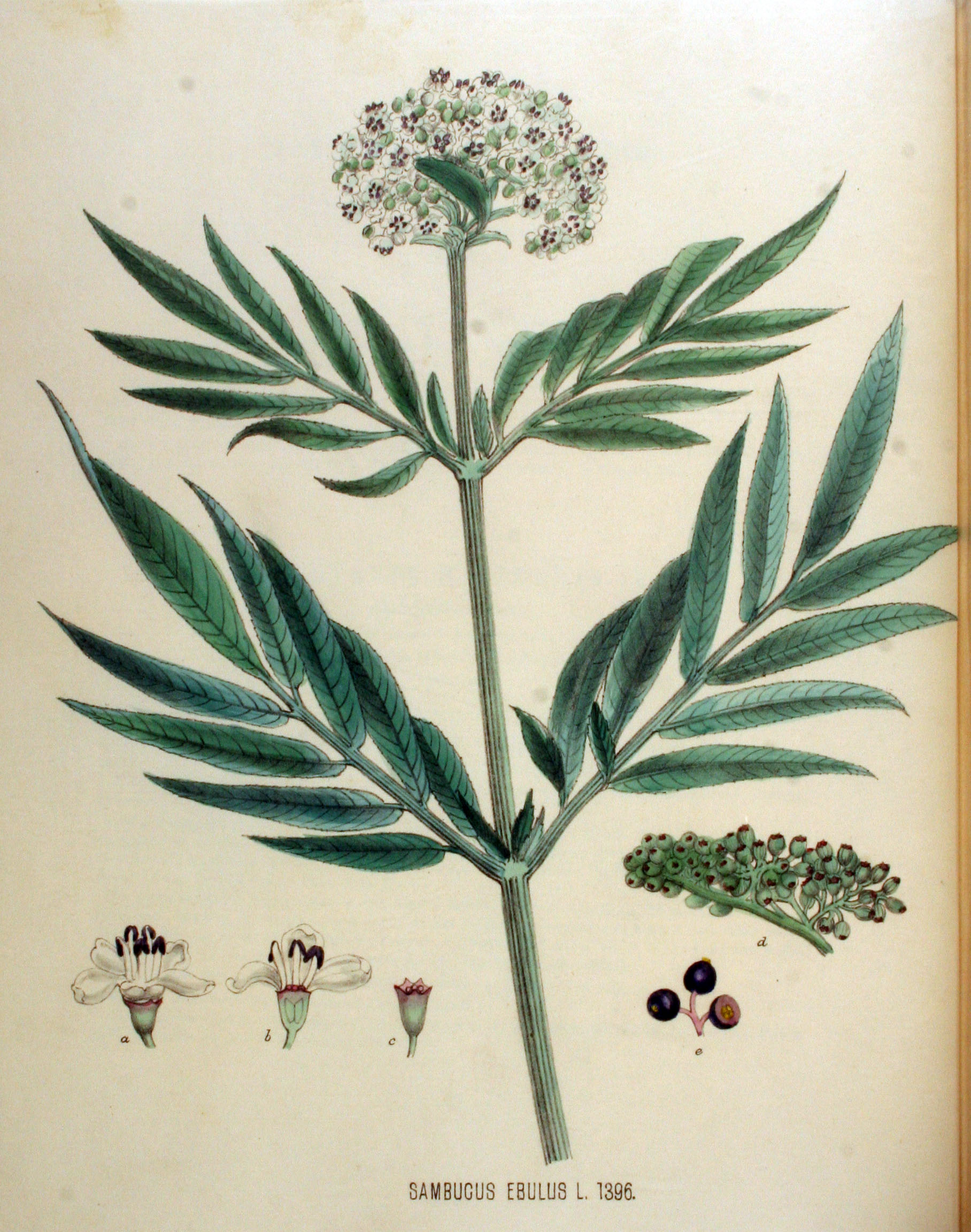
Illustration aus Flora Batava, Volume 18 des Attich oder Zwergholunder (Sambucus ebulus)

### Vegetative Merkmale
Holunder-Arten sind meist verholzende Pflanzen und wachsen als Halbsträucher, Sträucher oder kleine Bäume. Sie erreichen meist Wuchshöhen von 1 bis 15 Metern und sind oft sommergrün.
Die gegenständigen Laubblätter sind unpaarig gefiedert und bestehen aus drei bis neun elliptischen, meist gesägten Fiederblättchen. Manchmal kann man an den basalen Fiederpaaren Ansätze zu sekundärer Fiederung erkennen. Die Nebenblätter sind groß bis unauffällig oder fehlen, manchmal sind sie zu Drüsen oder einem Haarsaum reduziert.

### Generative Merkmale

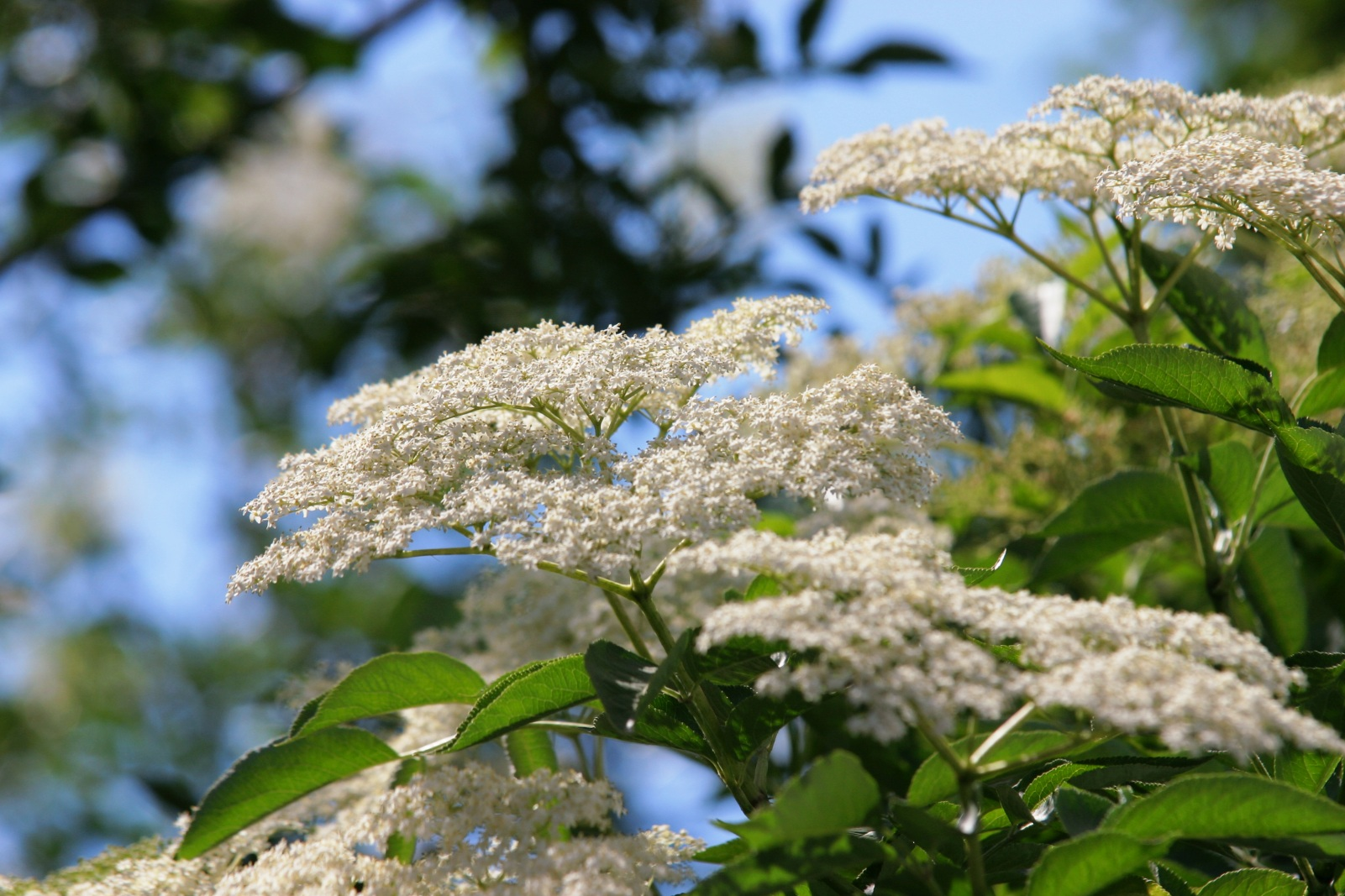
Blütenstände des Schwarzen Holunders (Sambucus nigra)

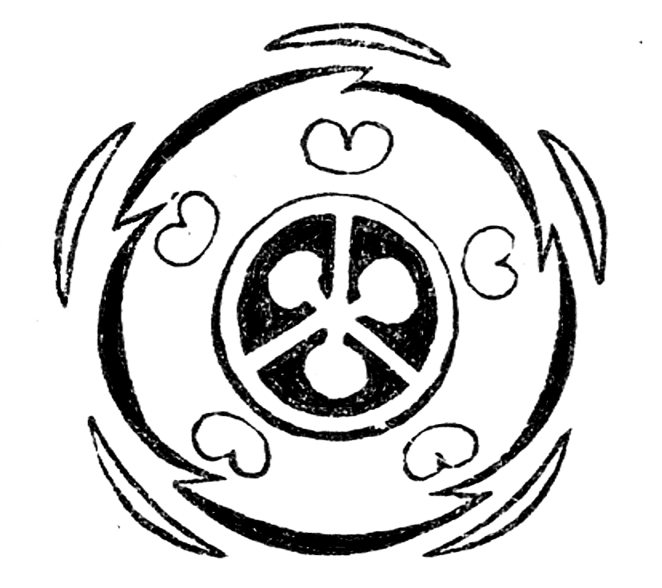
Blütendiagramm von Sambucus nigra

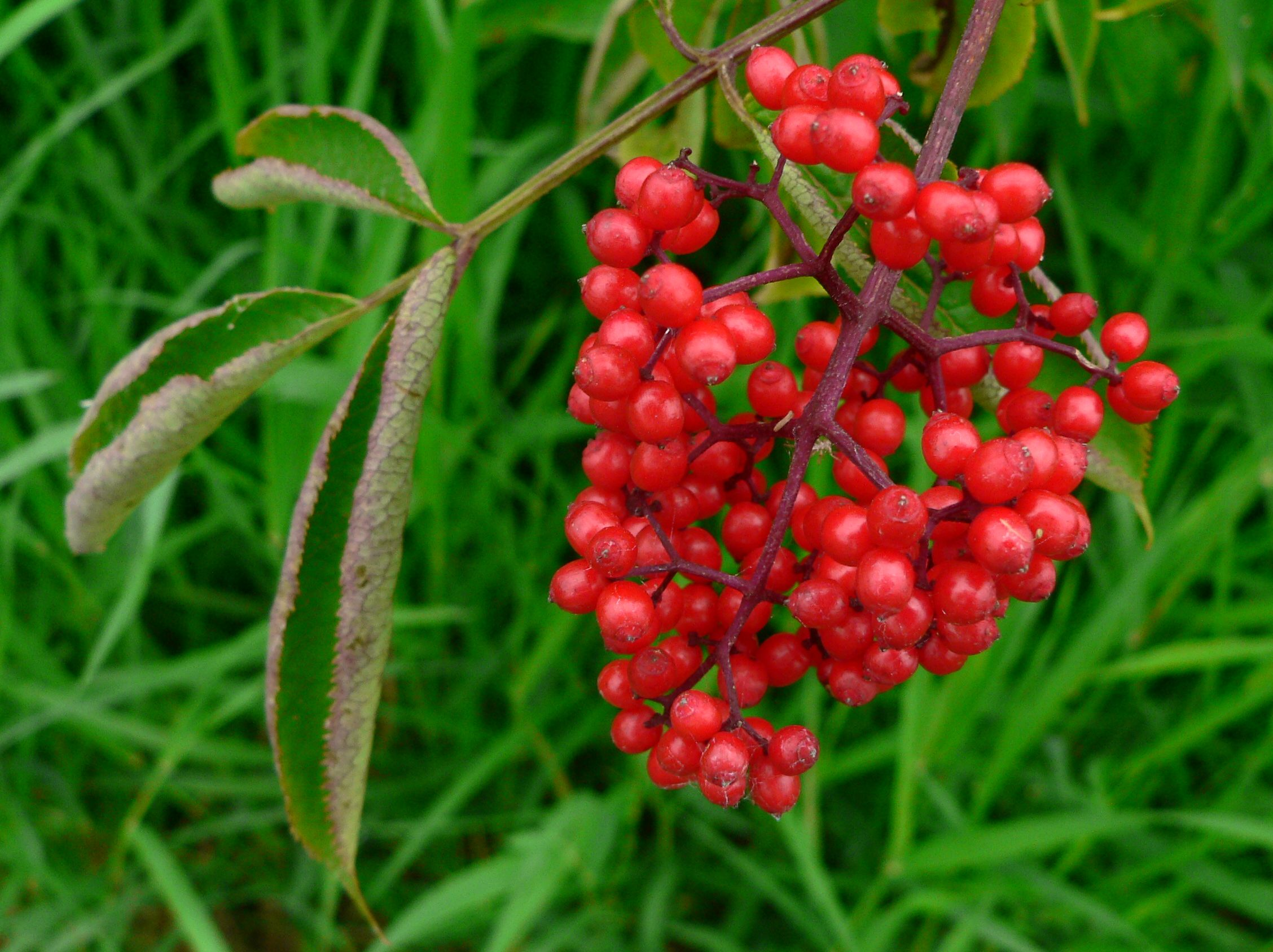
Früchte von Sambucus racemosa var. arborescens

In endständigen, schirmtraubigen oder rispigen Blütenständen stehen viele Blüten zusammen.
Die zwittrigen Blüten sind meist radiärsymmetrisch und drei- bis fünfzählig mit doppelter Blütenhülle. Die drei bis fünf winzigen Kelchblätter sind zu einer kurzen Röhre verwachsen. Die drei bis fünf meist weißen Kronblätter sind kurz verwachsen. Es ist nur ein Kreis mit fünf Staubblättern vorhanden, die in der Basis der Krone inseriert sind. Die Staubbeutel sind länglich. Drei bis fünf Fruchtblätter sind zu einem drei- bis fünfkammerigen Fruchtknoten verwachsen. Je Fruchtblatt ist nur eine Samenanlage vorhanden. Der sehr kurze Griffel endet in drei bis fünf kopfigen Narben.
Die Blütenformel lautet {\displaystyle \star \;K_{(5)}\;{[C_{(5)}A_{5}]}\;G_{(5-1)}}.
Die beerenähnlichen Steinfrüchte können bei Reife schwarz, blau oder rot sein und enthalten drei bis fünf Samen. Die Samen besitzen eine häutige Testa.

### Inhaltsstoffe
Rinde und Mark enthalten Calciumoxalat-Kristalle.

## Systematik

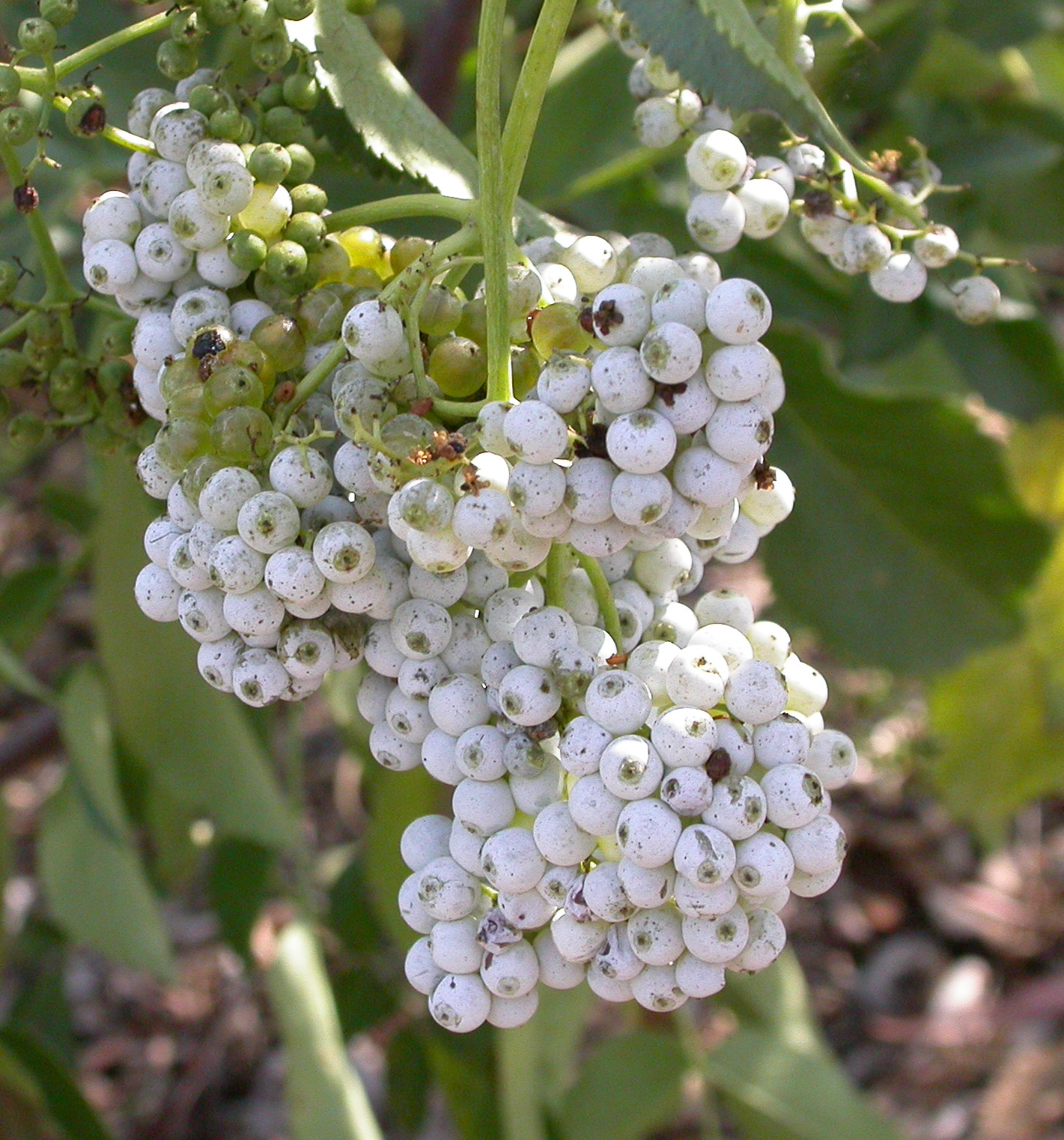
Früchte des Blauen Holunders (Sambucus cerulea)

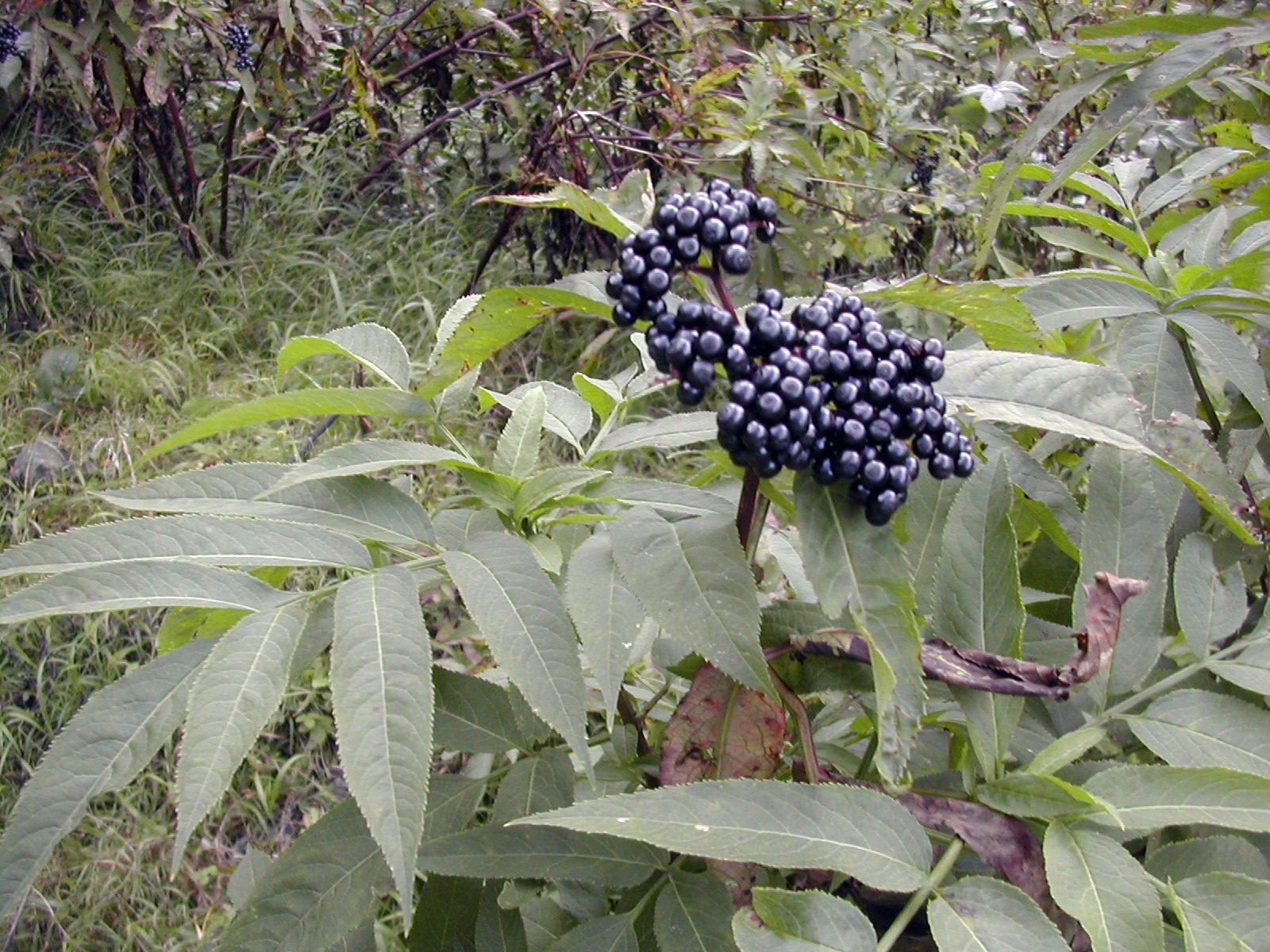
Gefiederte Laubblätter und Fruchtstand von Attich oder Zwergholunder (Sambucus ebulus)

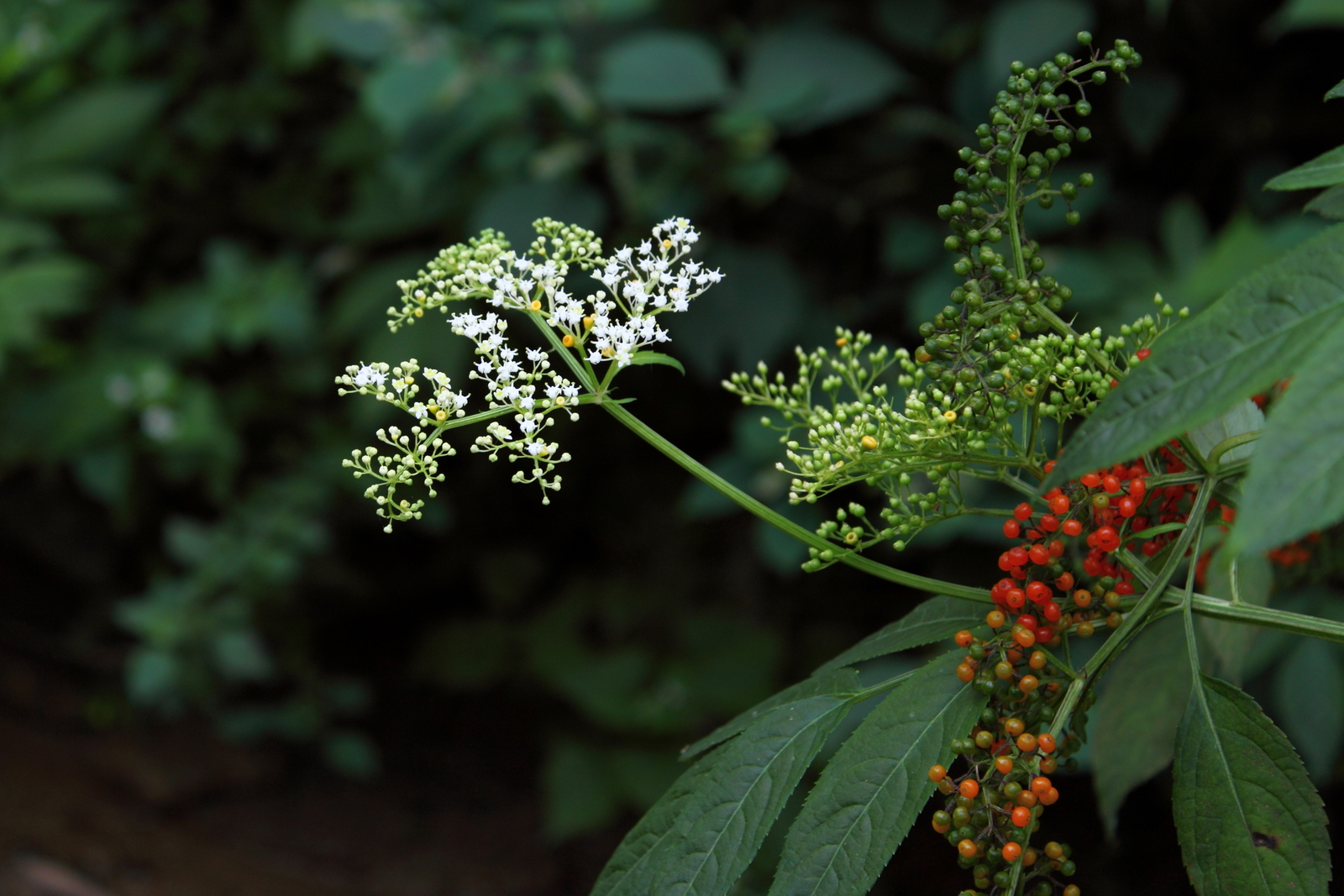
Blüten- und Fruchtstand von Sambucus javanica

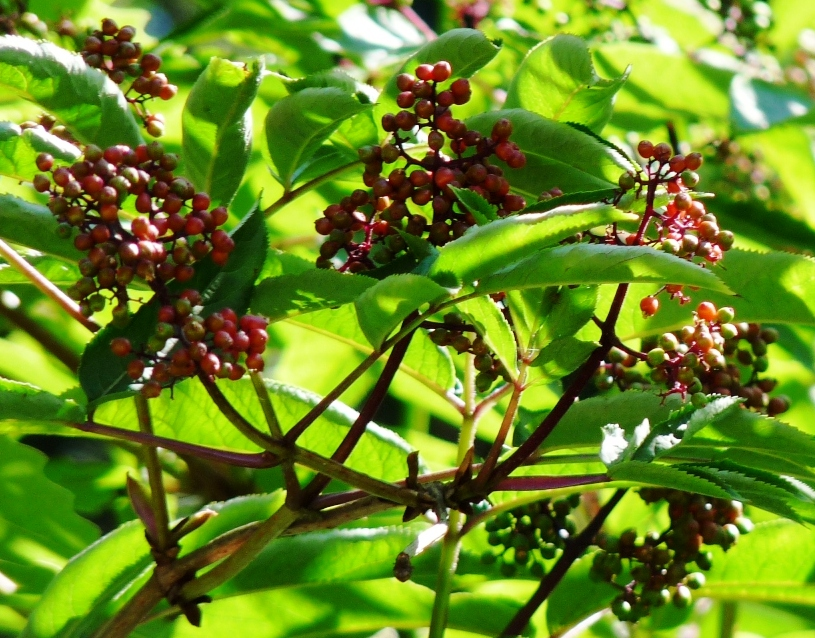
Früchte des Stinkenden Holunders (Sambucus racemosa subsp. pubens)

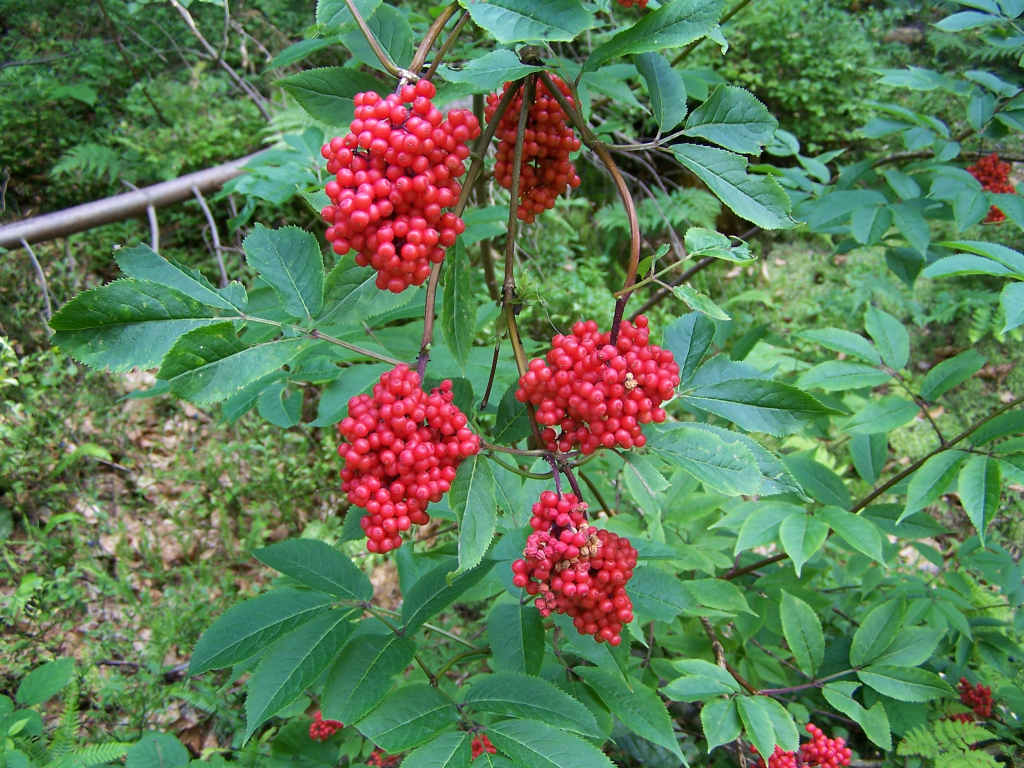
Früchte des Roten Holunders (Sambucus racemosa subsp. racemosa)

Der Gattungsname Sambucus wurde 1753 durch Carl von Linné in Species Plantarum, Band 1, S. 269–270 erstveröffentlicht. Als Lectotypus wurde (Sambucus nigra L.) festgelegt.
Die Stellung der Gattung Sambucus im Pflanzensystem ist seit langer Zeit umstritten. Die Botaniker der Angiosperm Phylogeny Group haben die Gattung heute in die Familie der Moschuskrautgewächse (Adoxaceae) eingegliedert. Davor gehörte sie lange Zeit zur Familie der Geißblattgewächse (Caprifoliaceae), von der sie sich jedoch in zahlreichen Punkten deutlich unterschied. Der Versuch einer neuen Gruppierung führte um 1900 sogar dazu, dass eine eigene Familie Sambucaceae Batsch ex Borkh. (veröffentlicht 1797 in Botanisches Wörterbuch, Band 2, S. 322) reaktiviert wurde, sodass die Gattung Sambucus lange Zeit alleine die monogenerische Familie Sambucaceae bildete.
Es gibt etwas mehr als 20 Sambucus-Arten (Auswahl):
- Sambucus adnata Wall. ex DC. (Syn.: Sambucus schweriniana Rehder): Die Heimat ist der nördliche Indische Subkontinent und die Volksrepublik China.[2]
- Sambucus australasica (Lindl.) Fritsch (Syn.: Tripetelus australasicus Lindl.): Die Heimat ist das östliche Australien.[4]
- Sambucus australis Cham. & Schltdl.: Die Heimat ist Südamerika von Brasilien bis Argentinien.
- Blauer Holunder (Sambucus cerulea Raf., Syn.: Sambucus caerulea Raf. orth. var., Sambucus glauca Nutt., Sambucus mexicana auct. non C.Presl ex DC., Sambucus neomexicana Wooton, Sambucus nigra L. subsp. cerulea (Raf.) Bolli): Die Heimat reicht vom westlichen Kanada bis nach Mexiko.
- Attich oder Zwergholunder (Sambucus ebulus L.): Die Verbreitung reicht von der makaronesischen Insel Madeira über das nordwestliche Afrika und Europa nordwärts bis zu der Geographischen Breite von Mitteldeutschland sowie weiter über das westliche Asien und die Kaukasusregion bis nach Zentralasien.
- Sambucus gaudichaudiana DC.: Die Heimat liegt im südöstlichen Australien und Tasmanien.[4]
- Sambucus javanica Reinw. ex Blume (Syn.: Ebulus chinensis (Lindl.) Nakai, Ebulus formosana (Nakai) Nakai, Sambucus argyi H.Lév., Sambucus chinensis Lindl., Sambucus formosana Nakai, Sambucus henriana Samutina und Sambucus hookeri Rehder):[2] Die Verbreitung reicht im gemäßigten und subtropischen Asien von Japan, Taiwan und China über Hinterindien und den nordöstlichen Teil des Indischen Subkontinents bis Malesien.
- Sambucus latipinna Nakai: Die Heimat liegt in der Region Primorje des russischen Fernen Ostens und auf der koreanischen Halbinsel.
- Sambucus maderensis Lowe: Sie kommt auf Madeira vor.[5]
- Schwarzer Holunder (Sambucus nigra L.): Die ursprüngliche Verbreitung erstreckt sich ohne Berücksichtigung der Unterart Kanadischer Holunder vom nordwestlichen Afrika und dem gesamten Europa über das westliche Asien und die Kaukasusregion bis in das nördliche Indien. Je nach Autor werden eine bis mehrere Unterarten geführt:
  - Kanadischer Holunder (Sambucus nigra subsp. canadensis (L.) Bolli, Syn.: Sambucus canadensis L., Sambucus mexicana C.Presl ex DC., Sambucus oreopola Donn.Sm., Sambucus simpsonii Rehder): Die Heimat liegt im östlichen bis in das zentrale, südliche Nordamerika.
- Sambucus palmensis Link (Syn.: Sambucus nigra L. subsp. palmensis (Link) Bolli): Die Heimat sind die Kanarischen Inseln.[5]
- Sambucus peruviana Kunth (Syn.: Sambucus nigra L. subsp. peruviana (Kunth) Bolli): Die Heimat ist die Neotropis mit Mittelamerika und dem westlichen Südamerika inklusive Argentinien.
- Sambucus racemosa L. (Syn. Sambucus buergeriana (Nakai) Blume, Sambucus callicarpa Greene, Sambucus coreana (Nakai) Kom. & Aliss., Sambucus kamtschatica E.L.Wolf, Sambucus melanocarpa A.Gray, Sambucus microbotrys Rydb., Sambucus sibirica Nakai): Mit mehreren Unterarten, Varianten und Formen in Eurasien und Nordamerika verbreitet; beispielsweise:
  - Roter Holunder (Sambucus racemosa L. subsp. racemosa): Die Heimat reicht von weiten Teilen Europas bis zum Kaukasusgebiet.
  - Stinkender Holunder (Sambucus racemosa subsp. pubens (Michx.) House, Syn.: Sambucus pubens Michx., Sambucus pubescens Pers.): Das Verbreitungsgebiet liegt in Nordamerika.
  - Japanischer Holunder (Sambucus racemosa subsp. sieboldiana (Miq.) H.Hara, Syn.: Sambucus sieboldiana (Miq.) Blume ex Graebn.): Die Heimat ist Japan und Südkorea.
- Sambucus tigranii Troitsky: Sie kommt in Armenien und in Georgien vor.[5] Sie wird von manchen Autoren auch als Synonym zu Sambucus racemosa gestellt.
- Sambucus wightiana Wall. ex Wight & Arn. (Syn.: Sambucus gautschii Wettst.): Die Heimat liegt in Afghanistan, Pakistan und im nordwestlichen Indien.
- Sambucus williamsii Hance (Syn.: Sambucus barbinervis Nakai, Sambucus foetidissima Nakai, Sambucus junnanica J.J.Vassil., Sambucus manshurica Kitag., Sambucus peninsularis Kitag., Sambucus potaninii J.J.Vassil.): Die Heimat ist China und Korea.[2]

## Kulturelle Aspekte

### Verwendung in prähistorischer Zeit
- Nahrungs- und Färbemittel[6]
- Verwendung der hohlen Holzröhren als mit Bogensehnen betriebene Bohrer (Feuerbohren)[6]
- Ausgangsmaterial zur Herstellung von Flöten[6]

### Der Holunder in Religion, Mythos und Aberglauben bzw. Volksglauben
Nicht nur Bäume waren Gegenstand religiöser, mythologischer und abergläubischer bzw. volksgläubiger Vorstellungen, auch andere Pflanzen wie der Holunderbusch, für den sich sowohl positive wie negative Konnotationen festhalten lassen (siehe auch: Schwarzer Holunder im Volksglauben).

#### Positive Konnotationen
In der nordischen Mythologie der Germanen existierte die Vorstellung, dass „Freya, die Beschützerin von Haus und Hof, sich den Holunderbusch zum Wohnsitz auserwählt habe“. Die Lieblingspflanze der nordischen Göttin Frigg ist ebenfalls der Holunder. Die Göttin der Quellen und Brunnen, Holla, wurde unter dem Hollerbusch „um die Fruchtbarkeit der Felder“ gebeten. An der Blüte des Holunders meinten die Bauern zudem, die Reichhaltigkeit der nachfolgenden Ernte ablesen zu können. Die Vorstellung, dass im Holunder die guten Geister wohnten, war bei Griechen, Römern und Germanen gleichermaßen bekannt, mit der Folge, dass es Sitte gewesen sei, „den Holunder in der Nähe des Hauses zu pflanzen“; allerdings niemals unter dem Schlafzimmer, da der schwere, süßliche Duft der Blüten benommen mache. Außerdem galt ein bei der Bestattung auf das Grab gestecktes Kreuz aus Holunder, das nach einiger Zeit wieder grünte, als Zeichen dafür, dass „dem Verstorbenen ein seliges Jenseits beschieden war“.

#### Negative Konnotationen
Der ebenfalls existierende Holunder-Beiname Baum des Teufels ist hingegen mit dem Christentum verbunden: Judas Iskariot soll sich nach dem Verrat an Jesus an einem Holunder erhängt haben. Weitere negativ konnotierte mit dem Holunder verknüpfte Vorstellungen, die als Aberglaube bzw. Volksglaube bezeichnet werden können, sind:
- Ein am Haus stehender verdorrender Holunder kündigt den Tod eines Familienmitgliedes an.
- Holunder sei von den Bauern nicht gefällt worden – „aus Angst, es könne das Blut der darin wohnenden Hexe herausrinnen“.
- Holunder sei von den Bauern nicht von Zäunen entfernt worden und auch nicht verbrannt worden, „weil einer Sage nach eine Heilige auf brennendem Holunderholz den Tod als Märtyrerin erlitten hatte“
- Auf Grund der Verwandlungsfähigkeit von Hexen in einen Holunderzweig wurden aus Holunderholz weder Möbel hergestellt noch wurde es als Fußbodenbelag verwendet.
- Kinder, die in eine Wiege aus Holunder gelegt worden seien, konnten einem Raub durch Frau Holle zum Opfer fallen.
- Das Maßnehmen an Sarg und Gruft wurde mit einem Holunderzweig bewerkstelligt; des Sargkutschers Peitsche bestand ebenfalls daraus.

#### Magische Wirkungen
Peter Kurz, Michael Machatschek und Bernhard Igelhauser bezeichnen den Holunder mit Blick auf die dem Holunder im Volks- und Aberglauben der Landbevölkerung zugeschriebenen Heilwirkungen als „Apotheke des Einödbauern“. Insbesondere der „berühmte Fliedertee wurde Grundbestandteil der sogenannten Bauernapotheke“. Vor diesem Hintergrund werden folgende Praktiken genannt:
- Das Behängen des Holunderbusches mit „Hautlappen, Eiter, Nägeln und Zähnen kranker Menschen“ galt als Maßnahme, durch die „unbändige Wuchskraft“ des Holunders das Böse zu verbrauchen.
- Das Umschlingen des Holunders galt jungen Bäuerinnen als Mittel gegen Kinderlosigkeit.
- Zahnschmerzen sollten durch das Beißen auf einen Holunderzweig auf denselben übertragen werden und somit von den Schmerzen befreien.

Als mit bestimmten Zeitpunkten und Orten verknüpfte magische Heilwirkungen sind zu nennen:
- Der Verzehr einer in Butter gebratenen Holunderdolde um 12 Uhr mittags am Johannistag unter der Feueresse, dem Sitz der Hausgeister, galt als Maßnahme, um ein Jahr lang Fieber abzuwehren.
- Die Wirkung des Holundertees als wirksames Mittel gegen Halsschmerzen war an die Ernte der Blüten vor Sonnenaufgang geknüpft.
- Drei vor Sonnenaufgang abgebrochene Holundersprossen galten als Mittel gegen Rinderflechte.

### Umweltmonitoring
Die Pflanze wird als akkumulativer Bioindikator für Untersuchungen auf Fluorbelastungen genutzt.

### Popkultur
Der in dem Roman Harry Potter und die Heiligtümer des Todes auftretende Elderstab ist aus Holunderholz gefertigt.